# Jean-Louis Laruette
Jean-Louis Laruette (* 7. März 1731 in Paris; † 10. Januar 1792 ebenda) war ein französischer Komponist und Sänger.
Laruette debütierte als Sänger (Tenor) 1752 in Liebhaberrollen. Später sang er trotz seiner leichten Tenorstimme die für hohe Stimmen geschriebenen Rollen älterer Männer (Väter, Bankiers), die die Bezeichnung laruettes bekamen. Er wurde musikalischer Direktor des Opernhauses von Jean Monnet und ab 1763 Gesellschafter der Comédie-Italienne. Als Komponist widmete er sich der komischen Oper und gilt neben Egidio Duni und François-André Danican Philidors als Wegbereiter des Genres. 1779 zog er sich vom Theaterbetrieb zurück, seinen letzten Auftritt als Sänger hatte er 1785. Laroutte war Mitglied der Société Académique des Enfants d’Apollon.

## Werke
- Le Plaisir et l’innocence, opéra-comique (Schlussvaudeville), 1753
- Le Boulevard, opéra-comique (Libretto: Louis Anseaume und Farin de Hautemer), 1753
- Les Amants trompés, pièce mêlée d’ariettes (Libretto: Louis Anseaume), 1756
- Le Diable à quatre ou La Double Métamorphose, opéra-comique (Libretto: Michel Sedaine), 1756 (mit François-André Danican Philidor)
- La Fausse avanturière, opéra-comique (Libretto: Louis Anseaume, Pierre-Augustin Lefèvre de Marcouville), 1757
- Le Docteur Sangrado, opéra-comique (Libretto: Louis Anseaume, Jean-Baptiste Lourdet de Santerre), 1758
- L’Heureux déguisement ou La Gouvernante supposée, opéra-comique (Libretto: Pierre-Augustin Lefèvre de Marcouville), 1758
- Le Médecin de l’amour, opéra-comique (Libretto: Louis Anseaume, Pierre-Augustin Lefèvre de Marcouville), 1758
- Cendrillon, opéra-comique (Libretto: Louis Anseaume), 1759
- L’Ivrogne corrigé ou Le Mariage du diable (Libretto: Louis Anseaume, Jean-Baptiste Lourdet de Santerre), 1759
- Le Dépit généreux, opéra-comique (Libretto: Louis Anseaume, François-Antoine Quétant), 1761
- Le Guy de chêne ou La Fête des druides, comédie mêlée d’ariettes (Libretto: Jean-Baptiste de Junquières), 1763
- Les Deux compères, opéra-comique (Libretto: Jean-Baptiste de Santerre), 1772